# Zabré
Zabré är en ort i Burkina Faso.   Den ligger i provinsen Province du Boulgou och regionen Centre-Est, i den sydöstra delen av landet, 160 km sydost om huvudstaden Ouagadougou. Zabré ligger 259 meter över havet och antalet invånare är 13 599.
Terrängen runt Zabré är platt. Zabré är det största samhället i trakten.
Omgivningarna runt Zabré är en mosaik av jordbruksmark och naturlig växtlighet. Runt Zabré är det ganska tätbefolkat, med 104 invånare per kvadratkilometer.